# سید محمد صدر (سیاستمدار)
سید محمد صدر (زادهٔ ۱۳۳۰) سیاستمدار ایرانی، مشاور سابق سید محمد خاتمی و مشاور سابق محمدجواد ظریف، و دارای دکترای داروسازی از دانشگاه تهران است. او در حال حاضر عضو مجمع تشخیص مصلحت نظام می‌باشد.
وی فرزند سید رضا صدر و برادرزاده سید موسی صدر و پدرزن سید سید یاسر خمینی است.

## سمت‌ها
او در زمان دولت رجایی وارد وزارت امور خارجه شد و مدیرکل امور اروپا - آمریکای وزارت‌خارجه شد. از سال ۱۳۶۴ تا ۱۳۶۸ در دوره وزارت سید علی‌اکبر محتشمی‌پور، معاون سیاسی و اجتماعی وزیر کشور بود. وی در دولت خاتمی معاون عربی – آفریقای وزارت خارجه شد که به همراه محسن امین‌زاده دو مدیر ارشد وزارت خارجه در دولت اصلاحات بودند.
سید محمد صدر از اعضای مؤسس جبهه مشارکت ایران اسلامی است و هم‌اکنون پژوهشگر ارشد مرکز مطالعات وزارت خارجه است.
در تاریخ ۲۳ مرداد ۱۳۹۶ ازسوی سید علی خامنه‌ای به مدت ۵ سال به عضویت مجمع تشخیص مصلحت نظام منصوب گردید.

## دیدگاه‌های سیاسی

### نظر صدر در مورد احمدی‌نژاد
محمد صدر از منتقدان اصلی سیاست خارجی دولت احمدی‌نژاد بود و اظهار داشته که در سیاست خارجی نباید التماس کرد اما احمدی‌نژاد این کار را انجام داد. او می‌گوید که یکی از بدترین روزهای زندگی او روزی بود که احمدی‌نژاد پای سخنرانی جورج بوش در سازمان ملل نشست.

### نظر صدر در مورد سید محمد خاتمی
صدر معتقد است ایران بهترین رابطه با کشورهای منطقه و جهان را در زمان دولت سید محمد خاتمی داشته‌است و می‌گوید در دوران خاتمی نظام دربارهٔ مذاکره با آمریکا تصمیم نگرفته بود.
وی در مورد انتخابات ۱۳۹۲ در مورد نقش خاتمی گفته:

 «آقای خاتمی نقش اساسی را در انتخابات ۱۳۹۲ داشت و آقای عارف به بنده گفت اگر آقای خاتمی از بنده بخواهد، انصراف می‌دهم، معنای این حرف این بود که به توصیه فرد دیگری عمل نمی‌کنم.»

### نظر رهبر انقلاب دربارهٔ مرضیه افخم و سید محمد صدر
در حاشیه مراسم رونمایی از خاطرات سید محمد صدر، هادی سلیمان پور، رئیس مرکز آموزش و پژوهش‌های بین‌المللی وزارت امور خارجه در سخنانی اظهار داشت:

 «سال گذشته و در جریان برگزاری سمینار ملی سفرای جمهوری اسلامی ایران در کشور دیداری میان سفرا و مقام معظم رهبری برگزار شد. بر اساس یک رسم، قبل از حضور رهبر معظم انقلاب در میان سفرا، شورای مدیران وزارت امور خارجه در حیاط پشت حسینیه امام خمینی (ره) به پیشواز رهبر معظم انقلاب رفتند که در آن دیدار دو اتفاق جالب افتاد. نخست اینکه حضرت آقا، خانم مرضیه افخم را با اسم خطاب و با گرمی با ایشان احوالپرسی کردند و ابراز داشتند از اینکه بانویی با حجاب کامل در محافل خبری، دیپلماتیک وارد شده‌است، ابراز رضایت دارند و در ادامه نیز با چهره‌ای باز به استقبال و احوالپرسی خاص با آقای صدر پرداختند و از آقای ظریف پرسیدند که آقای صدر به وزارت خارجه بازگشته است؟ که آقای ظریف پاسخ مثبت دادند و ایشان نیز با مهربانی فرمودند که بسیار اتفاق خوبی است.»

### نظر در مورد CFT
در ۲۱ آبان ۱۳۹۷، وی در مورد تصویب CFT اظهار داشت که «مخالفان این نکته را درک نمی‌کنند که تصویب نشدن cft خدای نکرده ممکن است مقدمات سقوط جمهوری اسلامی را فراهم کند». حسین شریعتمداری در پاسخ این جمله گفت «بدیهی است که مقابله با تأمین مالی تروریسم نه فقط مورد اعتراض ایران نیست بلکه از آنجا که جمهوری اسلامی ایران یکی از اصلی‌ترین قربانیان تروریسم بوده و هست. اختلاف دربارهٔ تعریف تروریسم است. ممکن است مانند آقایان وزارت خارجه و نمایندگان موافق CFT بفرمایید که دربارهٔ مفهوم تروریسم تحفظ می‌دهید! که هم از وزارت خارجه و هم از شما بعید است از ماده ۱۹ کنوانسیون ۱۹۶۹ وین بی‌اطلاع باشید! مطابق این ماده از کنوانسیون وین که به قانون اساسی معاهدات شهرت دارد «حق تحفظ یا شرط - Reservation» در یک معاهده بین‌المللی فقط هنگامی قابل پذیرش است که با روح و هدف معاهده ناسازگار نباشد، موضوع CFT مقابله با تأمین مالی تروریسم، قطع منابع مالی و مراکز پشتیبان گروه‌های تروریستی است؛ بنابراین وقتی شرط ما آن است که تعریف کنوانسیون دربارهٔ تروریسم و مصداق گروه‌های تروریستی را نمی‌پذیریم، این شرط، به‌زعم آنان با موضوع کنوانسیون مغایرت داشته و قابل پذیرش نیست. علاوه بر این، مدیریت FATF به صراحت اعلام کرده‌است که شرط و تحفظ ایران را دربارهٔ مصادیق تروریسم نمی‌پذیرد و در بند دوم از شرایط ۹گانه خود آورده‌است که «منظور از مصادیق تروریست همان قطعنامه‌های سازمان ملل است و از ایران خواسته‌است اموال و دارایی‌های آنها را شناسایی و بلوکه کند و از انجام تراکنش‌های مالی توسط آنان خودداری ورزد»! جنابعالی سالیان دراز در وزارت خارجه مسئولیت داشته‌اید و بسیار تعجب‌آور است که از این موارد که الفبای حقوق بین‌الملل است بی‌خبر باشید! از نگاه مدیران FATF آنگونه که رسماً اعلام کرده‌اند، سپاه پاسداران انقلاب اسلامی، سپاه قدس، وزارت اطلاعات، وزارت دفاع، سازمان صدا و سیما و افرادی نظیر سردار قاسم سلیمانی، سردار نقدی، فریدون عباسی و… مصداق تروریسم هستند و بر اساس FATF رابطه مالی نظام با این مراکز باید قطع شود و اموال این افراد توقیف و مصادره شود!».